# Rudolf von Sachsenhausen

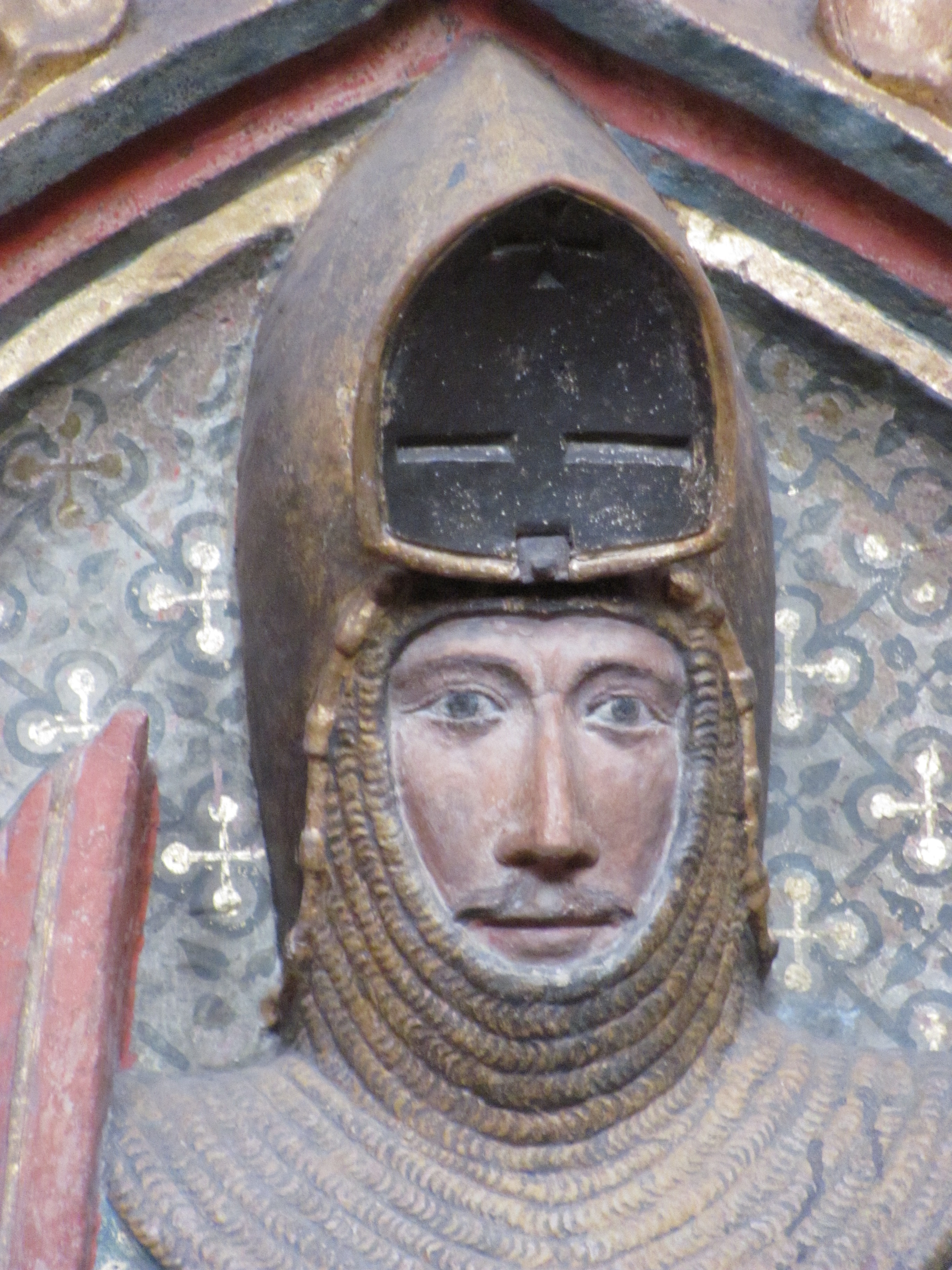
Rudolf von Sachsenhausen

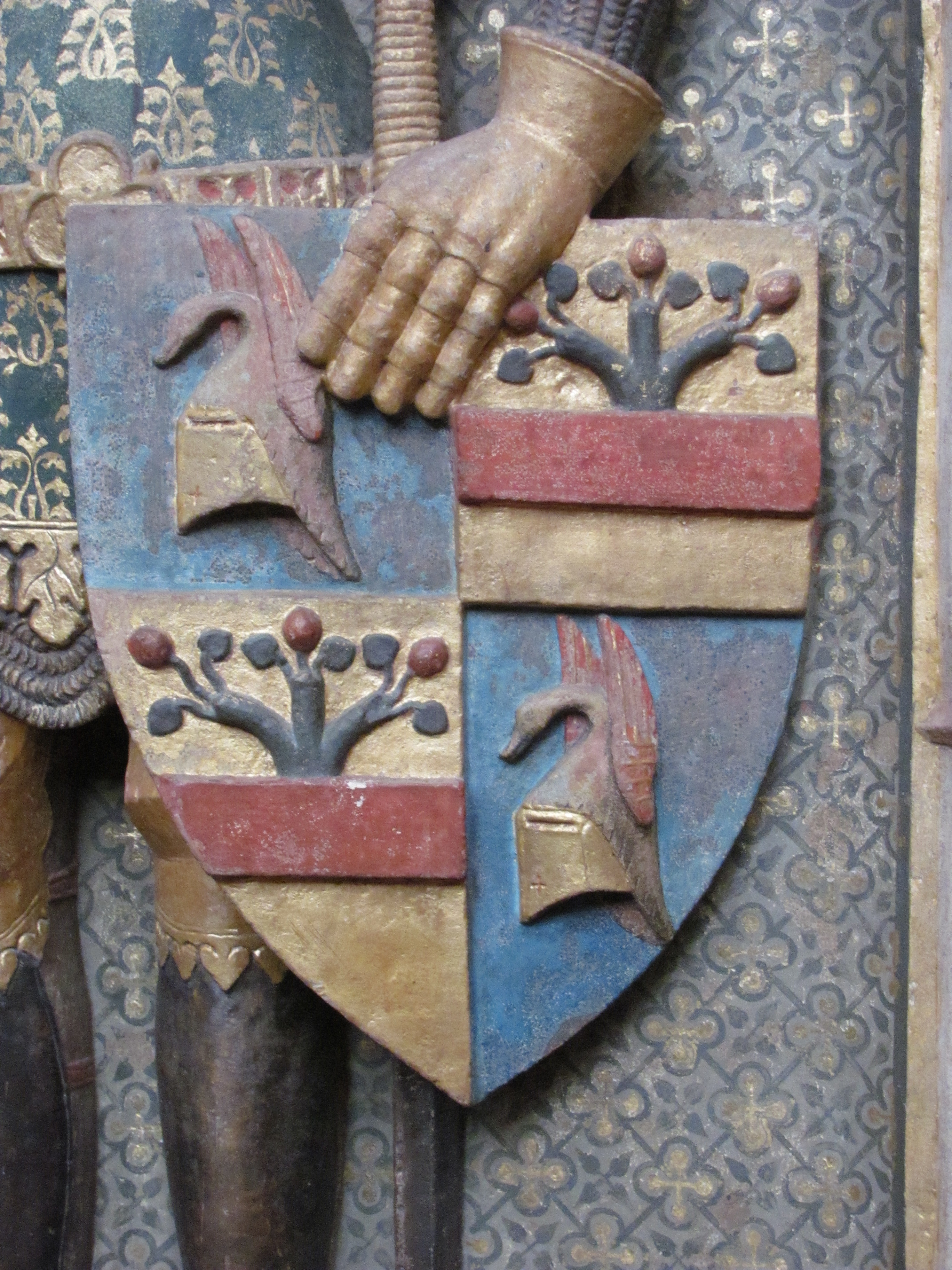
Wappen des Rudolf von Sachsenhausen

Rudolf II. von Praunheim, genannt von Sachsenhausen, (Ersterwähnung 1318; † 26. Juli eines unbekannten Jahres nach 1371) aus der Familie der Herren von Praunheim war ein Ritter („miles de Prumheim“), Ministerialer, Stadtschultheiß von Frankfurt am Main und Burggraf der Burggrafschaft Friedberg der Burg Friedberg in Friedberg (Hessen).

## Familie
Die Herren von Praunheim waren durch Erbschaft oder Mitgift in Besitz gekommen, der von den Herren von Sachsenhausen stammte. Einige Mitglieder der Familie „von Praunheim“ nannten sich deshalb auch „von Sachsenhausen“. Der Vater Rudolfs II. von Sachsenhausen war Heinrich IV. von Praunheim (-Sachsenhausen) (* um 1260, genannt ab 1279; † zwischen 1303 und 1305) der ebenfalls Schultheiß von Frankfurt war. Die Mutter Rudolfs II. trug den Namen „Liutgard“. Rudolf II. hatte mehrere Geschwister. Dabei ist bemerkenswert, dass er und nicht sein älterer Bruder Wolfram IV. († nach 1320) dem Vater zunächst 1318 in die Reichslehen und später in das Amt des Reichsschultheißen folgte. Der ältere Bruder war verheiratet, aber sein einziger bekannter Sohn, Johannes, verstarb als Kind.
Rudolf II. war zwei Mal verheiratet und hatte von jeder Frau mehrere Kinder:
1. Clara von Hornau[1] (erwähnt 1333; † 21. September in einem Jahr zwischen 1342 und 1344)
  1. Wolfram IV. (erwähnt zwischen 1347 und 1380), unverheiratet, bewohnte den Herrensitz der Familie in Frankfurt-Sachsenhausen
  2. Gertrud (erwähnt 1372, 1380; † vor 1385), verheiratet mit Heinrich von Kalsmunt
  3. Eilke (erwähnt 1372, 1380), verheiratet mit Philipp von Montfort
  4. Elsa (erwähnt zwischen 1348 und 1395), Nonne, zuletzt Meisterin im Kloster Retters
  5. Jutta (erwähnt zwischen 1348 und 1361), zunächst Nonne (Kloster Retters), später verheiratet mit Friedrich, Vogt von Ursel, 1361 erwähnt als Witwe
2. Christine († vor 1400), Heirat vor 1345
  1. Rudolf III. von Praunheim-Sachsenhausen (erwähnt ab 1374; † 1413), folgt seinem Vater später als Schultheiß von Frankfurt und war Burgmann der Burg Friedberg, verheiratet mit Irmele/Ermel von Blankenheim
  2. Friedrich (erwähnt ab 1374; † vor 1416), verheiratet: 1. Freya, 2. Elsa von Beldersheim
  3. Wolf von Praunheim-Sachsenhausen (erwähnt ab 1374; † vor 1411), Frankfurter Amtmann in Goldstein
  4. Gela (erwähnt 1383), verheiratet mit Heinrich von Handschuhsheim

## Karriere
Die älteste erhaltene Erwähnung des Rudolf von Sachsenhausen stammt aus dem Jahr 1318 als miles de Prumheim (Ritter von Praunheim), seit 1321 als miles de Sassenhusen (Ritter von Sachsenhausen). 1325 stiftete er gemeinsam mit seinen Brüdern zwei Altäre und zwei Vikarien im Kaiserdom St. Bartholomäus in Frankfurt am Main.

### Verhältnis zum Reich
Politisch stand Rudolf von Sachsenhausen den Königen Ludwig dem Bayern, Günther von Schwarzburg und anschließend dessen Konkurrenten Karl IV. nahe, was seine Karriere in deren Diensten beförderte und ihm eine Reihe hoher, vom König zu vergebender Ämter und zahlreiche Lehen im Rhein-Main-Gebiet (damals: Wetterau) einbrachte. Er begleitete König Ludwig 1327 zu dessen Romzug und Kaiserkrönung. Rudolf II. gehörte damit auch zum Umkreis von Ulrich II., der ihn zu seinem Testamentsvollstrecker ernannte und Ulrich III. von Hanau (ca. 1310–1369/70), Landvogt in der Wetterau.
1333 wurde er – eine Belohnung für seine Teilnahme am Romzug des nunmehrigen Kaisers Ludwig IV. – Burggraf der Reichsburg Friedberg.

### Reichsschultheißenamt
Rudolf wurde 1338 Schultheiß von Frankfurt am Main und hatte dieses Amt bis 1340 oder 1341 inne. Das Amt war am Anfang des 14. Jahrhunderts zwar noch sehr prestigeträchtig, hatte allerdings an Macht verloren. Die Bürgerschaft war ökonomisch erstarkt und nutzte ihre Finanzkraft, um ehemals königliche Befugnisse wie Aufrechterhaltung der öffentlichen Ordnung, Steuer- und Zollabgaben aus der Hand der Könige zu kaufen. Hinzu kam, dass das Amt des Reichsschultheißen im Gegensatz zu anderen Bereichen der öffentlichen Verwaltung ohne schriftliche Verfahren, Archiv und Verwaltung ausgeübt wurde. Die Inhaber des Reichsschultheißenamtes verpassten, dieses zeitgemäß zu modernisieren. Die Folge war, dass die Einkünfte aus dem Amt sanken und es an politischer Bedeutung verlor. Dem Reichsschultheißen blieb zwar die Funktion als oberster Gerichtsherr, aber er hatte jeden Einfluss auf die Zusammensetzung städtischer Gremien verloren.
Für Rudolf II. von Sachsenhausen war dieses Amt zudem nur eines von mehreren, auf die er sich stützte. Seine Versuche, es gegen den fortschreitenden Bedeutungsverlust zu stärken, hatten dauerhaft keinen Erfolg. Mit seinem „Karriereknick“ 1342 gelten seine entsprechenden Bemühungen als gescheitert.

### Grundherrschaft
Das Dorf Niederrad gehörte ihm und pfandweise hatte er bis 1356 von Gottfried von Eppstein das Dorf Schwanheim in Besitz. Begütert war er darüber hinaus mit Einkünften aus dem Rheinzoll der Burg Ehrenfels, die er von König Günther für seine Hilfe bei dessen Griff nach der Königskrone erhielt, einer Aufenthaltssteuer für Juden in der Stadt Frankfurt, mit anderen Abgaben und mit Grundbesitz und Nutzungsrechten und in den Orten:
Bürgel, Frankfurt am Main, Harheim, Heldenbergen, Karben, Kriftel, Messenhausen, Offenbach am Main, Praunheim, Preungesheim, Roßdorf, Sachsenhausen, Sossenheim, Sulzbach, Wachenbuchen und Wenig.
Dieser umfangreiche Besitz verlieh Rudolf II. auch wirtschaftliche Macht. So gehörte zum Beispiel Gottfried VIII. von Eppstein mit erheblichen Beträgen zu seinen Schuldnern. Im Gegensatz zu der misslungenen Verwaltungsmodernisierung beim Reichsschultheißenamt führte er bei der Verwaltung seines eigenen Besitzes fortschrittliche Methoden wie schriftliche Verfahren ein. So wurden etwa Bestandsverzeichnisse des Besitzes der Familie derer von Praunheim angelegt.

## Nach 1342
Mit dem Jahr 1342 verstummen die Quellen zu Rudolf II. zunächst. In keinem seiner Reichsämter ist er mehr nachzuweisen und in dieser Zeit muss auch seine erste Frau gestorben sein. Er heiratete ein zweites Mal. Seine frühere Bedeutung gewann er nicht zurück. Gelegentlich wird er als in diplomatischen Missionen tätig erwähnt. So versuchte er etwa in den 1360er Jahren im Konflikt zwischen Ulrich III. von Hanau und Philipp VI. von Falkenstein (Falkensteiner Fehde) zu vermitteln.
1349 wurde Rudolf II. als Unterstützer Günthers von Schwarzburg wieder in Reichsangelegenheiten aktiv. Bei dem Umschwung zu Karl IV. kam er ohne Schaden davon und agierte nun als Unterstützer des neuen Königs. Nach dem bald darauf erfolgten Tod König Günthers wirkte er als Berater für dessen Familie weiter und organisierte Grabstätte (1352) und Jahresgedächtnis für den Verstorbenen im Kaiserdom St. Bartholomäus. Die Grabstätte trägt deshalb das Wappen des Rudolf II. von Sachsenhausen. Gleichzeitig hielt er sich oft am Hof Karls IV. auf und wirkte in dessen Diensten, was durch eine Reihe königlicher Gunstbeweise an ihn belegt wird.

## Tod

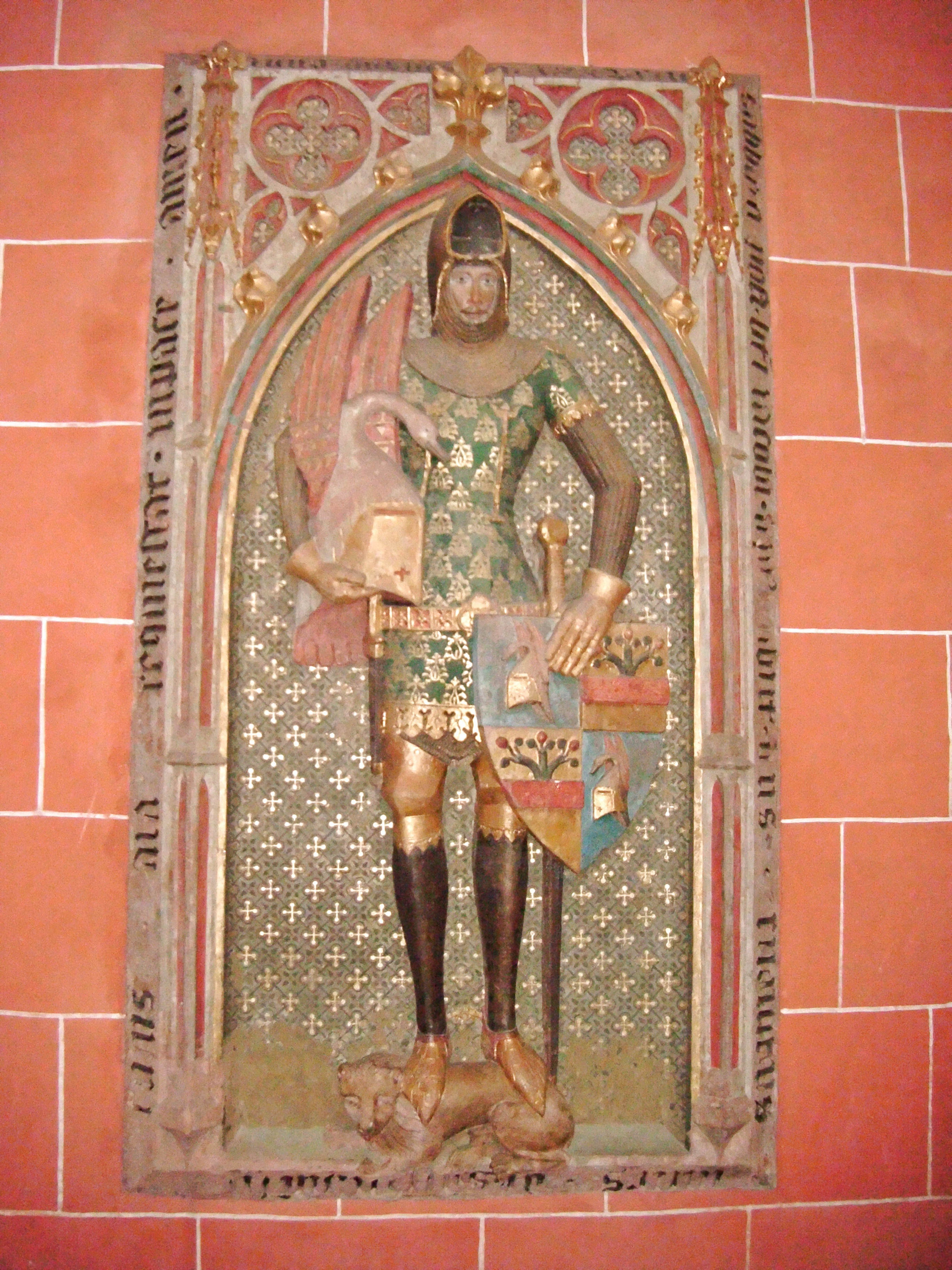
Grabplatte des Ritters im Frankfurter Dom

Rudolf wurde im Kaiserdom St. Bartholomäus begraben. Sein Grabmal ist an der Westwand des nördlichen Querschiffs der Kirche erhalten.

### Inschrift
| Dessen lateinischsprachige Umschrift lautet:                                                                                            | In der Übersetzung: |
| --- | --- |
| „Anno dni MCCCLXX prima sabbato post beati Jacobi apostoli obiit dominus miles des Sachsenhusen, cuius anima requiescat in pace, Amen“. | „Im Jahre 1370 [und] eins, am Samstag nach dem [Tag des] Heiligen Jakob, starb Herr Rudolf, Ritter von Sachsenh[a]usen, dessen Seele in Frieden ruhen möge. Amen“. |

### Nachfahren
Seine zahlreichen Kinder verwickelten sich nach seinem Tod in umfangreiche Erbstreitigkeiten, die in der ungleichen Verteilung des Erbes zwischen den Kindern aus seinen beiden Ehen gründeten. Die Parteien stritten zunächst vor dem städtischen Schöffengericht von Frankfurt, wobei es nach den Aufzeichnungen des Gerichts zu gegenseitigen Beschimpfungen kam, zweitinstanzlich vor dem königlichen Gericht in Prag. Den Kindern aus erster Ehe gelang es hier, zunächst über ihre Geschwister aus zweiter Ehe die Reichsacht verhängen zu lassen. Als diese sich dem Gericht stellten, wurde der Prozess an die Gerichte der Erzbischöfe von Trier und Mainz verwiesen. Der genaue Ausgang des Streits ist nicht überliefert; der überwiegende Teil des Vermögens verblieb aber bei den Kindern aus zweiter Ehe.
Der älteste Sohn Rudolfs II. aus dessen zweiter Ehe, Rudolf III. von Praunheim-Sachsenhausen übte als letzter der Familie 1376 noch einmal das Schultheißenamt aus.

## Varia
Der ebenfalls im Frankfurter Dom beigesetzte Wormser Bischof Johann Karl von und zu Franckenstein war ein direkter Nachfahre des Rudolf von Sachsenhausen und erneuerte laut eigener (inzwischen zerstörter) Grabinschrift die Inschrift am St. Bartholomäusaltar und die Stiftungen Rudolfs II.